# Fodor Imre (labdarúgó)
Fodor Imre (Budapest, 1963. március 16. – Budapest, 1999. április 9.) válogatott labdarúgó, középpályás.

## Pályafutása

### A válogatottban
1988 és 1993 között a válogatottban 6 alkalommal szerepelt. Kétszeres olimpiai válogatott (1988).

## Halála
1999. április 9-én, reggel csapata, az FC Hatvan edzésére indult. Néhány játékosával az M3-as autópálya kivezető szakaszánál találkozott. Fodor kocsijából még a benzinkút előtt kifogyott a benzin és a teli kannával a kocsi felé igyekezett vissza, mikor felkéredzkedett egy teherautóra. Nem szállt be a kocsiba, hanem a lábtartón állva utazott. Útközben egyensúlyát veszítve a jármű alá zuhant és azonnal életét veszítette. A Fiumei úti sírkertben nyugszik (14-A-16).

## Emlékezete
- Neki állít emléket Nizalowski Attila Az élet, a világmindenség meg a foci című esszéje.[3]

## Sikerei, díjai
Bp. Honvéd
- Magyar bajnokság
  - bajnok: 1985–86, 1987–88, 1988–89, 1990–91
- Magyar kupa
  - győztes: 1989
  - döntős: 1988, 1990

Ferencvárosi TC
- Magyar bajnokság
  - bajnok: 1991–92
  - 3.: 1992–93
- Magyar kupa
  - győztes: 1993

## Statisztika

### Mérkőzései a válogatottban
| Magyarország | Magyarország         | Magyarország                  | Magyarország | Magyarország | Magyarország | Magyarország | Magyarország | Magyarország |
| #            | Dátum                | Helyszín                      | Hazai        | Eredmény     | Vendég       | Kiírás       | Gólok        | Esemény      |
| ------------ | -------------------- | ----------------------------- | ------------ | ------------ | ------------ | ------------ | ------------ | ------------ |
| 1.           | 1988. szeptember 21. | Reykjavík, Laugardarsvöllur   | Izland       | 0 – 3        | Magyarország | barátságos   | -            | 78'          |
| 2.           | 1989. április 26.    | Taranto, Jacovone Stadion     | Olaszország  | 4 – 0        | Magyarország | barátságos   | -            | 76'          |
| 3.           | 1990. október 10.    | Bergen, Brann Stadion         | Norvégia     | 0 – 0        | Magyarország | Eb-selejtező | -            | 88'          |
| 4.           | 1990. október 17.    | Budapest, Népstadion          | Magyarország | 1 – 1        | Olaszország  | Eb-selejtező | -            | 60'          |
| 5.           | 1993. március 7.     | Fukuoka, Hakatanomori Stadion | Japán        | 0 – 1        | Magyarország | Kirin-kupa   | -            | 75'          |
| 6.           | 1993. április 15.    | Budapest, Népstadion          | Magyarország | 0 – 2        | Svédország   | barátságos   | -            | 78'          |
|              | Összesen             |                               |              | 6            | mérkőzés     |              | 0            | gól          |